# Джералдин Пейдж
Джералдин Пейдж (на английски: Geraldine Page) е американска актриса, носителка на Оскар и Златен глобус. 

## Биография
Въпреки че има доста участия в киното, е известна най-вече като театрална актриса, играла и в много успешни представления на Бродуей. Започва кариерата си на 17-годишна възраст. Първият ѝ съпруг е цигулар, но бракът трае само 3 години. С втория си съпруг остава до края на живота си. През 1977 г. озвучава злодей Мадам Медуза в анимационния филм „Спасителите“.
Джералдин Пейдж страда от бъбречна болест, но умира на 62 години от инфаркт на миокарда на 13 юни 1987 г. Остава след себе си съпруга си Рип Торн и трите си деца.

## Избрана филмография
| Година | Филм        | Оригинално заглавие | Роля                | Режисьор           |
| ------ | ----------- | ------------------- | ------------------- | ------------------ |
| 1953   | Хондо       | Hondo               | Анджи Лоу           | Джон Фароу         |
| 1977   | Спасителите | The Rescuers        | Мадам Медуза (глас) | Волфганг Райдърман |